# Grace Bol
Grace Bol (sinh ngày 1 tháng 1 năm 1990) là người mẫu thời trang Nam Sudan  nổi tiếng với việc đi bộ trong Victoria Fashion Secret Show 2017 và 2018.

## Sự nghiệp
Sự nghiệp người mẫu của cô bắt đầu từ năm 19 tuổi, khi cô chuyển đến New York sau khi được trinh sát tại trung tâm mua sắm địa phương của mình ở Kansas City, Missouri. Grace đã có bước đột phá đầu tiên khi ký hợp đồng với công ty Major Model  và đi bộ vào mùa thu 2011, Givenchy, Maison Martin Marigela và Vivienne Westwood trình diễn tại Paris. Cô cũng đã được tổ chức để quay cho chiến dịch Givenchy mùa thu 2011.
Vào năm 2015, Grace đã có mùa giải đường băng đột phá của mình khi cô xuất hiện trên đường băng cho Rick Owens, Proenza Schouler, Balenciaga và mở chương trình Hermès. Cô xuất hiện trong các bài xã luận cho Flaunt, Vogue Đức, Marie Claire USA, Harper's Bazaar UK, W Magazine, Interview Russia, Numero, Another và trên trang bìa của Tạp chí i-D.
Năm 2017, cô đi bộ đến buổi trình diễn thời trang Victoria's Secret tại Thượng Hải  và xuất hiện trong chiến dịch Balmain.
Năm 2018, cô lại bước đi trong Victoria Fashion Secret Show 2018.